# Estadio Yodoko Sakura
El Nagai Ball Game Field (長居球技場 Nagai Kyūgijō?), llamado Estadio Yodoko Sakura (ヨドコウ桜スタジアム Yodokō Sakura Sutajiamu?) para los partidos de fútbol de la J. League, los de rugby de la Top League y los de fútbol americano de la X-League a partir de 2021, es un estadio multiusos situado en la ciudad de Osaka, en Japón. La instalación deportiva inaugurada en 1987 forma parte del Parque Nagai, siendo el segundo estadio más grande de ese complejo deportivo tras el Estadio Nagai, posee una capacidad para 18 000 personas y se utiliza principalmente para la práctica del fútbol y el rugby. Es la casa del club de fútbol Cerezo Osaka de la J1 League.
Con la mudanza de Cerezo Osaka de su localía y la renovación del estadio en 2010, se anunciaron los derechos de nombre del recinto. Los mismos fueron licitados a Dainihon Jochugiku Company, Limited (大日本除虫菊株式会社, Kincho) por 36 millones de yenes al año, y el estadio fue nombrado Estadio Kincho (キンチョウスタジアム Kinchō Sutajiamu?). Esta denominación se usó desde el 1 de agosto de 2010 hasta el 31 de diciembre de 2018. Además, Kincho se convirtió en el patrocinador principal del uniforme de Cerezo Osaka. El estadio fue completamente renovado para su reapertura en junio de 2021.

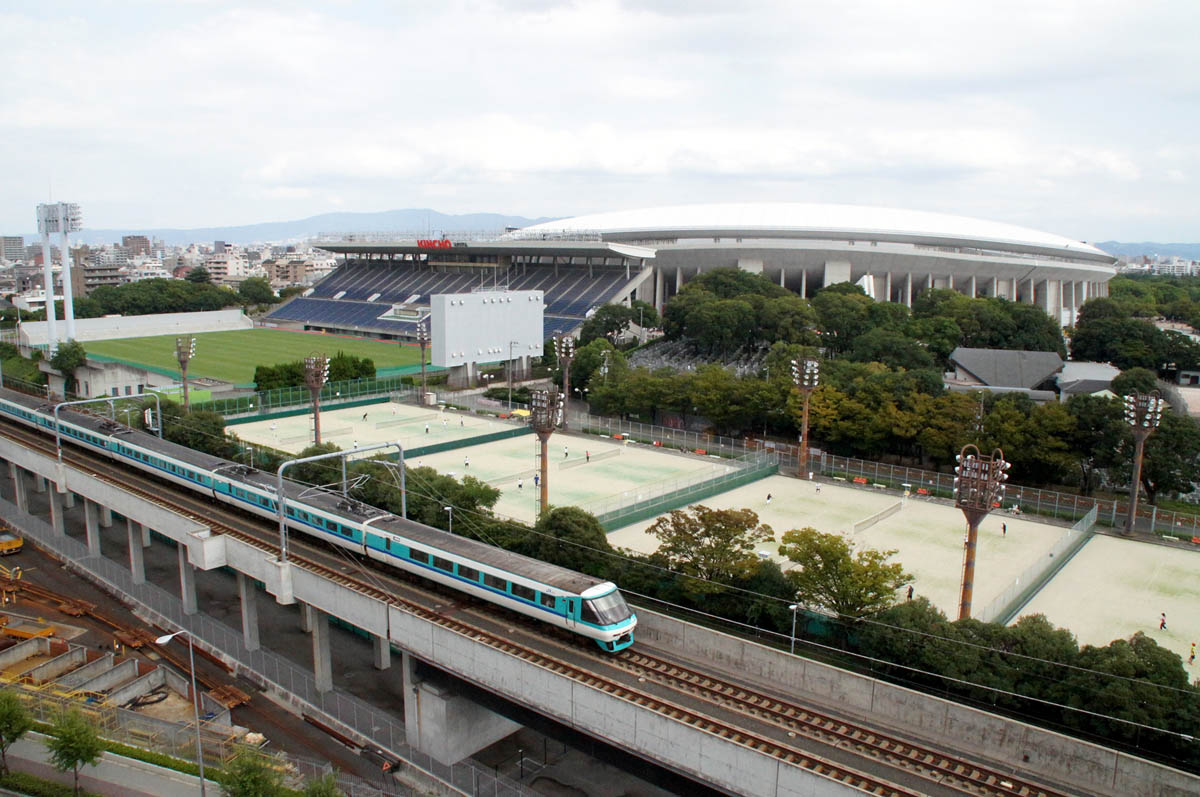
Metro de Osaka, Kincho Stadium y detrás el estadio Nagai.
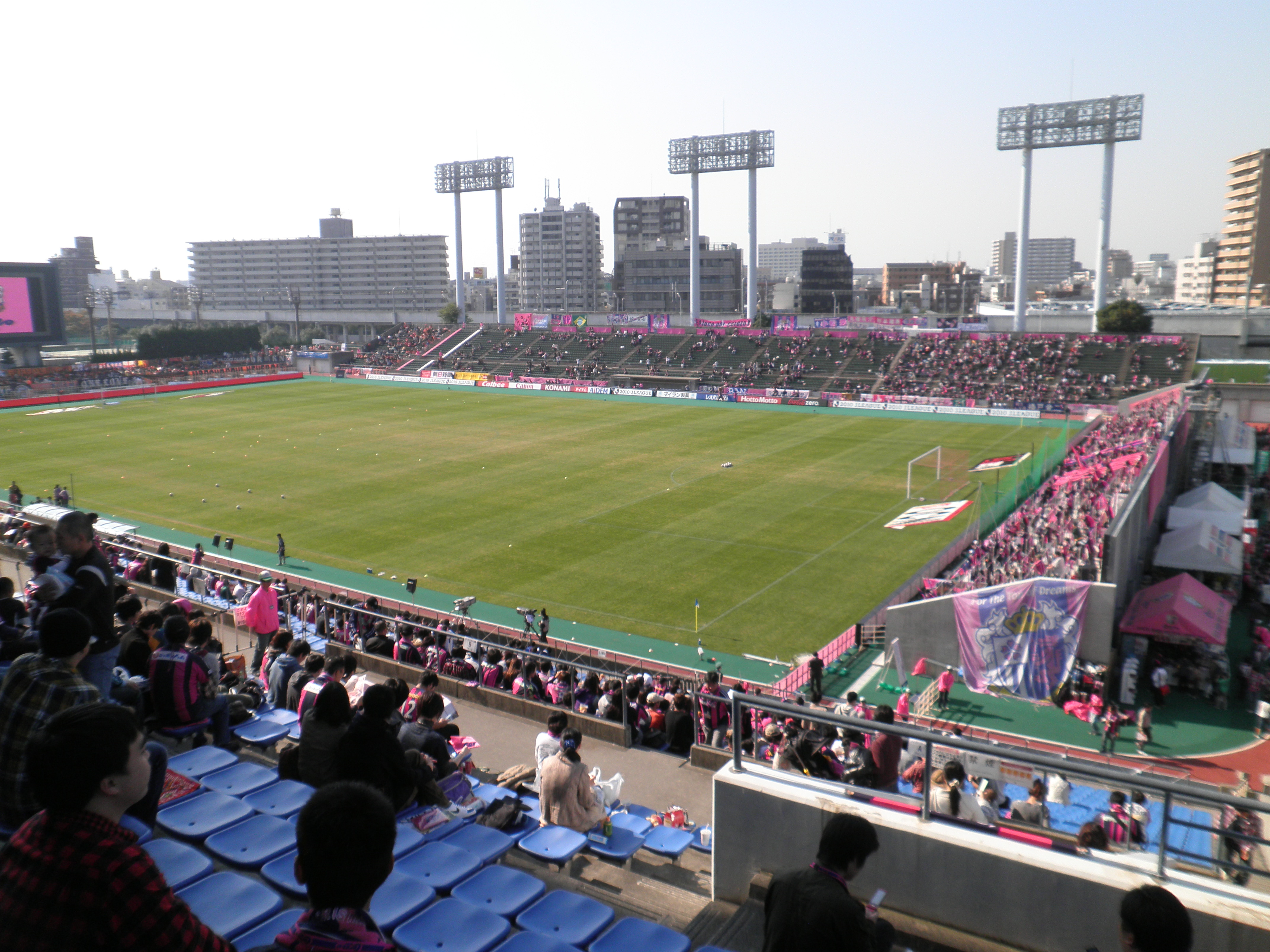